# Víctor Laguardia Cisneros
Víctor Laguardia Cisneros (Saragossa, Aragó, 5 de novembre de 1989) és un exfutbolista professional aragonès que jugava com a defensa. El seu darrer club va ser el Deportivo Alavés.

## Carrera de club
Després de formar-se al planter del Reial Saragossa, Laguardia va debutar amb el primer equip - i a La Liga – el 29 d'agost de 2009 en una victòria a casa per 1–0 contra el CD Tenerife. Les seves tres primeres temporades com a sènior, de tota manera, les va passar formant part del Real Zaragoza B a la tercera divisió.
L'estiu del 2011, Laguardia fou cedit a la UD Las Palmas de la segona divisió, per la temporada 2011–12. La temporada següent, 2012–13 fou cedit a l'AD Alcorcón també de la segona divisió.
Laguardia va continuar jugant a la segona divisió els anys següents, amb el Saragossa i el Deportivo Alavés. Va aconseguir ascendir de categoria amb aquest darrer equip la temporada 2015-2016, en què va jugar 39 partits i va marcar un gol.
Laguardia va marcar el seu primer gol a La Liga l'1 d'octubre de 2016, en una derrota per 1–2 a fora contra el Sevilla FC. Durant aquella temporada va jugar 31 partits, en un equip que va acabar 9è, i que va arribar a la final de Copa per primer cop en la seva història; nogensmenys, va patir una greu lesió de genoll que el va tenir apartat de l'equip durant vuit mesos.

## Palmarès

### Club
Alavés
- Segona divisió: 2015–16

### Internacional
Espanya Sub-20
- Jocs del Mediterrani: 2009[9]